# Butovskajalinjen
Butovskajalinjen (russisk: Бу́товская ли́ния, russisk udtale: [ˈbutəfskəjə ˈlʲinʲɪjə]) er en af Moskvas metros linjer.
Butovskajalinjen er et eksperiment i anlæggelsen af hurtig transit i områder, hvor tunnelboring anses dyrt og upraktisk. Tidligere blev der gjort forsøg på at bygge linjer på jordoverfladen, men Filjovskajalinjen viste, at de barske russiske vintre og besættelsen af den store mængde af nyttige jord, gør sådanne projekter upraktiske. Imidlertid var der behov for hurtige transport forbindelser til de nye bydele i udkanten af byen, især dem uden for ringvejen MKAD. Da tunnelboring var for dyr, blev de nye metrolinjer planlagt til at være over jorden siden slutningen af 1980'ern af Moskva metros designbureau. Der blev således udviklet en række projekter, der skulle skabe hurtigtransport udover MKAD, hvor af Juzjnoje Butovo okrug blev det første.